# سيدارفيل (أوهايو)
سيدارفيل (بالإنجليزية: Cedarville, Ohio)‏ هي بلدة تقع في الولايات المتحدة في مقاطعة غرين، أوهايو. يقدر عدد سكانها بـ 4,019 نسمة ومساحتها 3.42 كم2 ووترتفع عن سطح البحر 320 متر.

## التركيبة السكانية
قام مكتب تعداد الولايات المتحدة بتحديد بيانات التركيبة السكانية لسيدارفيل في تعداد الولايات المتحدة. في ما يلي، التركيبة السكانية حسب تعدادي 2000 و2010.

### تعداد عام 2000
بلغ عدد سكان سيدارفيل 3,828 نسمة بحسب تعداد عام 2000، وبلغ عدد الأسر 681 أسرة وعدد العائلات 420 عائلة مقيمة في القرية.
وتوزع التركيب العرقي للقرية بنسبة 95.06% من البيض و 0.39% من الأمريكيين الأصليين و 0.81% من الأمريكيين ذوي الأصول الآسيوية و 0.03% من سكان جزر المحيط الهادئ و 1.99% من الأمريكيين الأفارقة و 1.41% من عرقين مختلطين أو أكثر.
بلغ عدد الأسر 681 أسرة كانت نسبة 28.8% منها لديها أطفال تحت سن الثامنة عشر تعيش معهم، وبلغت نسبة الأزواج القاطنين مع بعضهم البعض 51.2% من أصل المجموع الكلي للأسر، ونسبة 7.6% من الأسر كان لديها معيلات من الإناث دون وجود شريك، وكانت نسبة 38.2% من غير العائلات. تألفت نسبة 26.1% من أصل جميع الأسر من أفراد ونسبة 9.1% كانوا يعيش معهم شخص وحيد يبلغ من العمر 65 عاماً فما فوق. وبلغ متوسط حجم الأسرة المعيشية 3.08، أما متوسط حجم العائلات فبلغ 2.55.
بلغ العمر الوسطي للسكان 21 عاماً. وكانت نسبة 10.4% من القاطنين تحت سن الثامنة عشر، وكانت نسبة 65.0% بين الثامنة عشر والأربعة وعشرون عاماً، ونسبة 10.7% كانت واقعةً في الفئة العمرية ما بين الخامسة والعشرون حتى والأربعة وأربعون عاماً، ونسبة 8.4% كانت ما بين الخامسة والأربعون حتى الرابعة والستون، ونسبة 5.5% كانت ضمن فئة الخامسة والستون عاماً فما فوق. يوجد لكل 100 أنثى 85.9 ذكر، ويوجد لكل 100 أنثى في الثامنة عشر من عمرها فما فوق 83.8 ذكر.
بلغ متوسط دخل الأسرة في القرية 37,200 دولار، أما متوسط دخل العائلة فبلغ 44,234 دولار. وكان متوسط دخل الذكور 32,500 دولار مقابل 22,813 دولار للإناث. وسجل دخل الفرد الخاص بالقرية 9,499 دولار. وكانت نسبة 5.4% من العائلات ونسبة 13.8% من السكان تحت خط الفقر، وكان من هؤلاء نسبة 5.6% تحت سن الثامنة عشر ونسبة 4.3% في الخامسة والستين من العمر وما فوق.

### تعداد عام 2010
بلغ عدد سكان سيدارفيل 4,019 نسمة بحسب تعداد عام 2010، وبلغ عدد الأسر 686 أسرة وعدد العائلات 411 عائلة مقيمة في القرية. في حين سجلت الكثافة السكانية 3,139.8 نسمة لكل ميل مربع (1,212.3/كم2). وبلغ عدد الوحدات السكنية 759 وحدة بمتوسط كثافة قدره 593.0 لكل ميل مربع (229.0/كم2).
وتوزع التركيب العرقي للقرية بنسبة 94.4% من البيض و 0.1% من الأمريكيين الأصليين و 1.1% من الأمريكيين ذوي الأصول الآسيوية و 2.3% من الأمريكيين الأفارقة و 1.7% من عرقين مختلطين أو أكثر.
بلغ عدد الأسر 686 أسرة كانت نسبة 26.5% منها لديها أطفال تحت سن الثامنة عشر تعيش معهم، وبلغت نسبة الأزواج القاطنين مع بعضهم البعض 47.7% من أصل المجموع الكلي للأسر، ونسبة 9.3% من الأسر كان لديها معيلات من الإناث دون وجود شريك، بينما كانت نسبة 2.9% من الأسر لديها معيلون من الذكور دون وجود شريكة وكانت نسبة 40.1% من غير العائلات. تألفت نسبة 28.4% من أصل جميع الأسر من أفراد ونسبة 12.3% كانوا يعيش معهم شخص وحيد يبلغ من العمر 65 عاماً فما فوق. وبلغ متوسط حجم الأسرة المعيشية 2.96، أما متوسط حجم العائلات فبلغ 2.45.
بلغ العمر الوسطي للسكان 21 عاماً. وكانت نسبة 9.2% من القاطنين تحت سن الثامنة عشر، وكانت نسبة 66.4% بين الثامنة عشر والأربعة وعشرون عاماً، ونسبة 8.4% كانت واقعةً في الفئة العمرية ما بين الخامسة والعشرون حتى والأربعة وأربعون عاماً، ونسبة 9.8% كانت ما بين الخامسة والأربعون حتى الرابعة والستون، ونسبة 6% كانت ضمن فئة الخامسة والستون عاماً فما فوق. وتوزع التركيب الجنسي للسكان بنسبة 46.5% ذكور و53.5% إناث.